# سندرم لازاروس

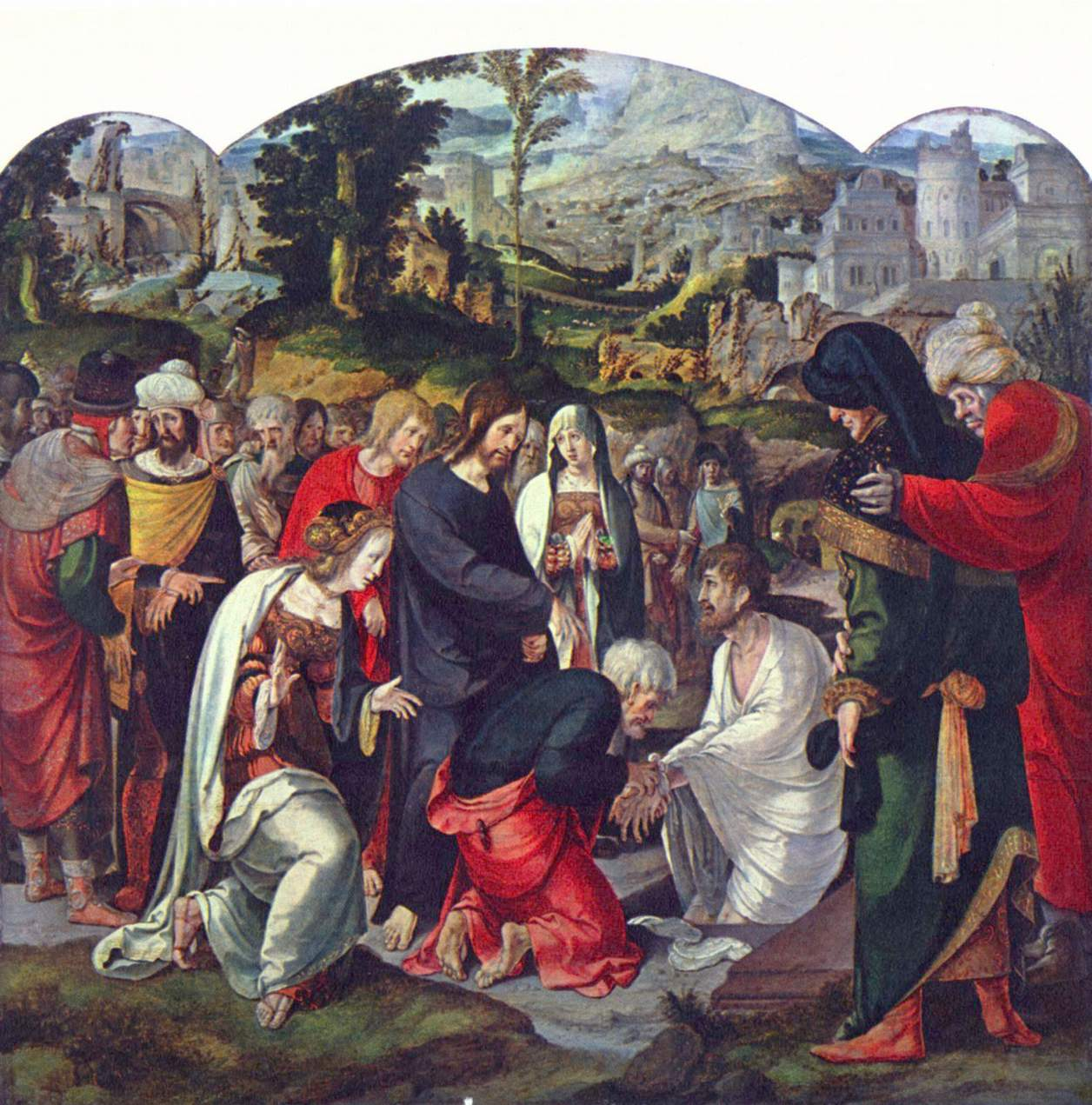
تابلوی نقاشی سندروم لازاروس؛ مسیح در مرکز بین خواهران لازاروس ایستاده است. لازاروس، پوشیده از کفن سفید، از قبر خود برخاسته، در حالی‌که «پیتر قدیس» روی زانوهای خود نشسته و نوار دور دست‌های لازاروس را باز می کند. در پس زمینه منظره‌ای کوهستانی قابل مشاهده است.

سندرم لازاروس سندرمی است که پس از احیای قلبی ریوی ناموفق رخ می‌دهد و در آن گردش خون به‌طور خودبخودی برقرار می‌شود. احتمال وقوع آن بسیار پایین است و از سال ۱۹۸۲ تاکنون حداقل ۳۸ مورد از آن ثبت شده‌است. نام این سندرم از ایلعازر گرفته شده‌است که طبق عهد جدید از مرگ توسط عیسی بازگشت.
وقوع این پدیده بسیار نادر است و علت آن به خوبی مشخص نشده‌است.